# Яків Тумаркін
Яків Тумаркін (15 лютого 1992) — ізраїльський плавець.
Учасник Олімпійських Ігор 2012, 2016 років.
Призер Чемпіонату Європи з водних видів спорту 2012, 2016 років.
Призер Чемпіонату Європи з плавання на короткій воді 2015 року.